# Artemisia deversa
Artemisia deversa là một loài thực vật có hoa trong họ Cúc. Loài này được Diels mô tả khoa học đầu tiên năm 1901.